# Dominic Pürcher
Dominic Pürcher (ur. 24 czerwca 1988 w Schladming) – austriacki piłkarz występujący na pozycji obrońcy. Obecnie jest zawodnikiem Austrii Lustenau. Młodzieżowy reprezentant Austrii.
W Bundeslidze zadebiutował 17 lipca 2010 roku w meczu z SV Ried (3:0)